# Maria Bindschedler
Maria Bindschedler (Zürich, 23 oktober 1920 – Bern, 17 augustus 2006) was een Zwitserse hooglerares en taalkundige.

## Biografie

### Afkomst en opleiding
Maria Bindschedler was een dochter van Rudolf Gottfried, die jurist was, en van Mary Laufer. Ze was een zus van Rudolf Bindschedler. Na haar schooltijd in Zürich studeerde ze Germaanse talen en literatuur aan de Universiteit van Zürich en de Universiteit van Bazel. In 1945 behaalde ze in Bazel een doctoraat. In 1952 behaalde ze in Zürich haar habilitatie.

### Carrière
In 1946 werd Bindschedler lector in Besançon. Vervolgens was ze privaatdocent en vanaf 1957 buitengewoon hoogleraar aan de Universiteit van Bazel, in 1958 gewoon hoogleraar aan de Universiteit van Genève en van 1965 tot 1976 hoogleraar Germaanse filologie aan de Universiteit van Bern. Van 1967 tot 1968 was ze daar de eerste vrouwelijke decaan van de faculteit letteren. Ze richtte haar onderzoek tot de hoofse roman, zoals Tristan van Gottfried von Straßburg, en tot de middeleeuwse mystiek, zoals de werken van Meester Eckhart en Hendrik Seuse, maar ook tot het werk van Friedrich Nietzsche en andere uiteenlopende domeinen zoals taalfilosofie, rechtsgeschiedenis of etnologie. Ze vormde met Paul Zinsli en Werner Kohlschmidt een trio van germanisten bekend over de Zwitserse landsgrenzen.

## Werken
- (de)  Mittelalter und Moderne, 1985.

- Base de données des élites suisses: 80953
- Gemeinsame Normdatei: 104826053
- Historisch woordenboek van Zwitserland: 047128
- International Standard Name Identifier: 0000 0001 0961 8155
- Library of Congress Control Number: n86048642
- Nationale Bibliotheek van Tsjechië: mzk2013798447
- Nationale Bibliotheek van Israël: 987007280130705171
- Nederlandse Thesaurus van Auteursnamen: 071079157
- Réseau des bibliothèques de Suisse occidentale: 02-A000020318
- Système universitaire de documentation: 114393370
- Virtual International Authority File: 27511203
- WorldCat: E39PBJjT3J6jkqGydkWXjD8grq